# Santana 2da. Sección B
Santana 2da. Sección B är en ort i Mexiko.   Den ligger i kommunen Cárdenas och delstaten Tabasco, i den sydöstra delen av landet, 600 km öster om huvudstaden Mexico City. Santana 2da. Sección B ligger 18 meter över havet och antalet invånare är 1 715.
Terrängen runt Santana 2da. Sección B är mycket platt. Runt Santana 2da. Sección B är det ganska tätbefolkat, med 172 invånare per kvadratkilometer. Närmaste större samhälle är Santa Rosalía, 12,4 km sydost om Santana 2da. Sección B. Trakten runt Santana 2da. Sección B består till största delen av jordbruksmark.